# ジャマール・マレー
ジャマール・マレー（Jamal Murray, 1997年2月23日 - ）は、カナダのオンタリオ州キッチナー出身のプロバスケットボール選手。NBAのデンバー・ナゲッツに所属している。ポジションはポイントガード。

## 来歴

### 大学
地元オンタリオ州の高校時代から超高校生級の逸材として注目されていたマレーは、2015年のナイキ・フープサミットでMVPを受賞するなど、NBAのスカウト陣からも注目される存在となる。高校卒業後に渡米し、ケンタッキー大学に進学。1年生ながら先発に定置し、平均20得点を記録。さらにブランドン・ナイトが持っていたケンタッキー大学1年生での3ポイント成功数記録を塗り替え、SECの1stチームにも選出されたマリーは、1年間プレーしただけで2016年のNBAドラフトにアーリーエントリーを表明。

### NBA
2016年6月23日に行われたNBAドラフトにて1巡目全体7位でデンバー・ナゲッツから指名され、8月9日にナゲッツとのルーキー契約に合意した。
2016-17シーズンの2017年2月17日のNBAオールスターゲーム前夜祭のライジング・スターズ・チャレンジでは、両チーム最多の36得点を記録し、MVPに選出された。
4月8日のニューオーリンズ・ペリカンズ戦では自身初の30得点を記録。このシーズンはゲイリー・ハリスの控えとして82試合で平均21.5分に出場し、9.9得点、2.6リバウンド、2.1アシスト、0.6スティールを記録し、NBAオールルーキーチーム(2nd)に選ばれた。
2017-18シーズン、2018年1月22日のポートランド・トレイルブレイザーズ戦で38得点を記録、試合終了までの数分間で3ポイントプレーを決めるなどし、チームは104-101で勝利した。このシーズンはニコラ・ヨキッチと共にチームの中心選手となり、81試合で平均31.7分に出場し、16.7得点、3.7リバウンド、3.4アシスト、1.0スティールを記録した。
2018-19シーズン、11月5日のボストン・セルティックス戦で当時キャリアハイとなる48得点を記録した。このシーズンは75試合で平均32.6分に出場し、18.2得点、4.2リバウンド、4.8アシスト、0.9スティールを記録した。チームとして6年ぶりで自身初のプレーオフでは平均21.3得点、4.4リバウンド、4.7アシストなどを記録し、カンファレンスファイナル進出まであと一歩のところまで迫った。
2019-20シーズン開幕前の6月30日にナゲッツとの5年総額1億7000万ドルのマックス契約に合意した。プレーオフではカンファレンスクオーターファイナルのユタ・ジャズとの対戦で第4戦と6戦でそれぞれプレーオフキャリアハイとなる50得点を記録した。

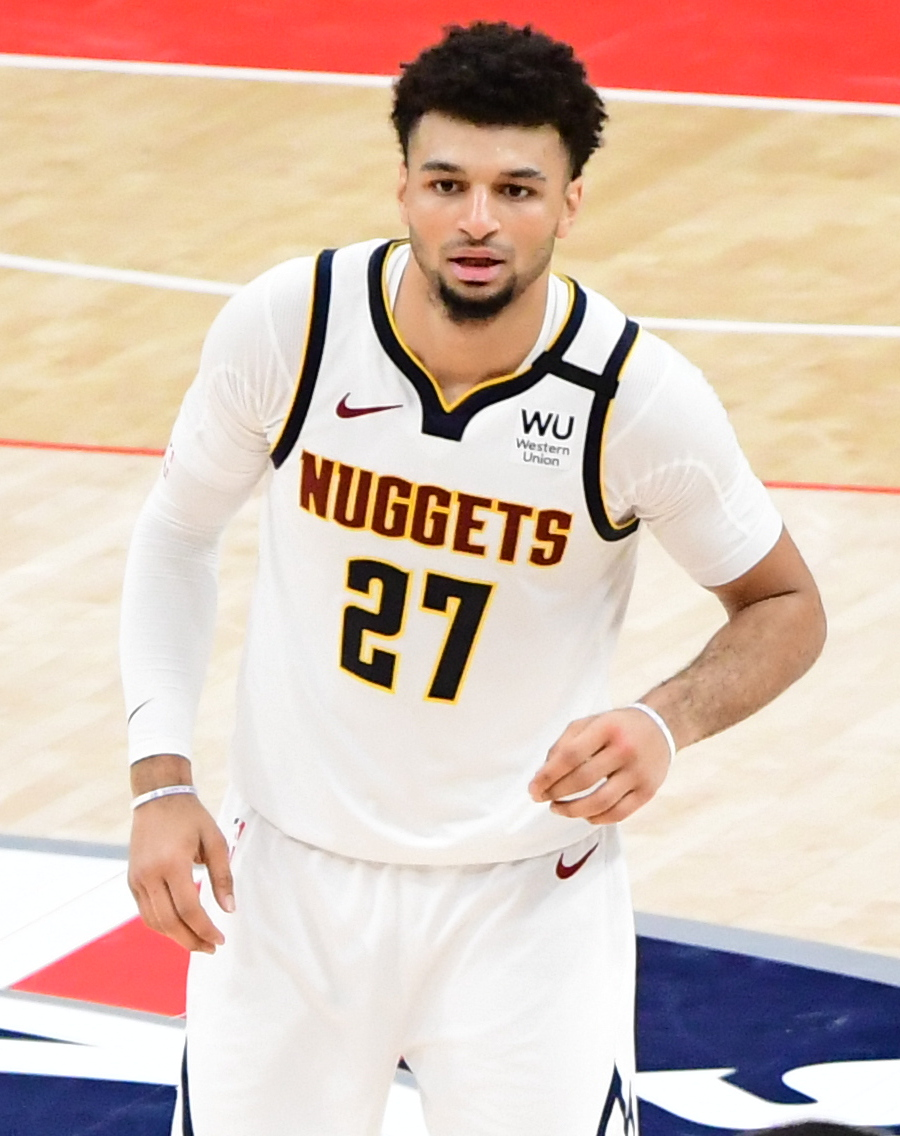
2020年のマレー

2020-21シーズン、2021年2月19日のクリーブランド・キャバリアーズ戦でキャリアハイに並ぶ50得点を記録し、チームは120-103で勝利した。なお、マレーはこの試合でフリースローを1本も打っておらず、フリースローなしで50得点を記録したNBA史上初の選手となり、FG成功率と3P成功率をどちらも80%以上の確率で50得点を記録した史上2人目の選手となった。4月12日のゴールデンステート・ウォリアーズ戦で左膝前十字靭帯を断裂する重傷を負い、翌日に無期限の欠場を余儀なくすることが発表された。このシーズン、マレーは平均35.5分の出場で平均21.2得点（FG成功率47.7%、3P成功率40.8%）、4.8アシスト、1.3スティールを記録した。
2021-22シーズンは、上述の大怪我によりシーズン全休を余儀なくされた。なお、このシーズンにチームはプレーオフに進出したが、第1回戦でゴールデンステート・ウォリアーズに第5戦の末に敗れた。
2022-23シーズン、チームはNBAファイナルに進出、ファイナルでは全5試合でいずれも2桁得点、そのうち4試合ではアシストも2桁記録するなど、チームの優勝に貢献した。
2023-24シーズン、2024年4月22日に行われたロサンゼルス・レイカーズとのプレーオフ第1回戦の第2戦で、決勝ブザービーターとなるフェイドアウェイ・ジャンパーを含む20得点を記録し、チームは101-99で辛勝した。1週間後に行われた第4戦でふくらはぎを痛めたのにも関わらず第5戦に出場し、決勝点となるミドルシュートを含む32得点を記録し、チームのカンファレンス準決勝進出に大いに貢献した。5月6日に行われたミネソタ・ティンバーウルブズとのカンファレンス準決勝の第2戦で、自身がベンチにいる時にコートに向かってタオルなどを投げ込み、翌日に10万ドルの罰金処分を科された。第7戦では35得点を記録したが、チームは90-98で敗れ、プレーオフ敗退となった。
2024-25シーズン、9月7日にナゲッツとの4年総額2億800万ドルの延長契約に合意した。2025年1月14日のダラス・マーベリックス戦で45得点を記録し、チームは118-99で勝利した。2月12日のポートランド・トレイルブレイザーズ戦でキャリアハイを更新する55得点を記録し、チームは132-121で勝利した。

## 個人成績

### NBA

#### レギュラーシーズン
| シーズン | チーム | GP             | GS             | MPG            | FG%            | 3P%            | FT%            | RPG            | APG            | SPG            | BPG            | PPG            |                |
| -------- | ------ | -------------- | -------------- | -------------- | -------------- | -------------- | -------------- | -------------- | -------------- | -------------- | -------------- | -------------- | -------------- |
| 2016–17  | DEN    | 82*            | 10             | 21.5           | .405           | .334           | .883           | 2.6            | 2.1            | .7             | .3             | 9.9            |                |
| 2017–18  | DEN    | 81             | 80             | 31.7           | .451           | .378           | .905           | 3.7            | 3.4            | 1.0            | .3             | 16.7           |                |
| 2018–19  | DEN    | 75             | 74             | 32.6           | .437           | .367           | .848           | 4.2            | 4.8            | .9             | .4             | 18.2           |                |
| 2019–20  | DEN    | 59             | 59             | 32.3           | .456           | .346           | .881           | 4.0            | 4.8            | 1.1            | .3             | 18.5           |                |
| 2020–21  | DEN    | 48             | 48             | 35.5           | .477           | .408           | .869           | 4.0            | 4.8            | 1.3            | .3             | 21.2           |                |
| 2021–22  | DEN    | 負傷により全休 | 負傷により全休 | 負傷により全休 | 負傷により全休 | 負傷により全休 | 負傷により全休 | 負傷により全休 | 負傷により全休 | 負傷により全休 | 負傷により全休 | 負傷により全休 | 負傷により全休 |
| 2022–23  | DEN    | 65             | 65             | 32.8           | .454           | .398           | .833           | 4.0            | 6.2            | 1.0            | .2             | 20.0           |                |
| 2023–24  | DEN    | 59             | 59             | 31.5           | .481           | .425           | .853           | 4.1            | 6.5            | 1.0            | .7             | 21.2           |                |
| 2024–25  | DEN    | 67             | 67             | 36.1           | .474           | .393           | .886           | 3.9            | 6.0            | 1.4            | .5             | 21.4           |                |
| 通算     | 通算   | 536            | 461            | 31.3           | .455           | .381           | .870           | 3.8            | 4.7            | 1.0            | .4             | 18.0           |                |

#### プレーオフ
| シーズン | チーム | GP | GS | MPG  | FG%  | 3P%  | FT%  | RPG | APG | SPG | BPG | PPG  |
| -------- | ------ | -- | -- | ---- | ---- | ---- | ---- | --- | --- | --- | --- | ---- |
| 2019     | DEN    | 14 | 14 | 36.3 | .425 | .337 | .903 | 4.4 | 4.7 | 1.0 | .1  | 21.3 |
| 2020     | DEN    | 18 | 18 | 39.4 | .510 | .466 | .890 | 4.9 | 6.6 | .9  | .3  | 26.9 |
| 2023     | DEN    | 20 | 20 | 40.0 | .473 | .396 | .926 | 5.7 | 7.1 | 1.5 | .3  | 26.1 |
| 2024     | DEN    | 12 | 12 | 38.5 | .402 | .315 | .923 | 4.3 | 5.6 | .8  | .5  | 20.6 |
| 2025     | DEN    | 14 | 14 | 41.3 | .444 | .354 | .875 | 4.9 | 5.2 | 1.2 | .8  | 21.8 |
| 通算     | 通算   | 79 | 79 | 39.2 | .457 | .383 | .904 | 4.9 | 6.0 | 1.1 | .4  | 23.7 |

### カレッジ
| シーズン | チーム       | GP | GS | MPG  | FG%  | 3P%  | FT%  | RPG | APG | SPG | BPG | PPG  |
| -------- | ------------ | -- | -- | ---- | ---- | ---- | ---- | --- | --- | --- | --- | ---- |
| 2015-16  | ケンタッキー | 36 | 36 | 35.2 | .454 | .408 | .783 | 5.2 | 2.2 | 1.0 | .3  | 20.0 |

## プレースタイル
ミッドレンジや3ポイントラインからのシュートを得意とする。3ポイントシュートを決めた後、「ボウ・アンド・アロー」と呼ばれるアーチャーが弓を引くポーズを行うことが多い。
運動能力も高く、アクロバティックなレイアップがしばしば見られる。また、勝負所に強い。

## 代表歴
2013年のFIBAU-18アメリカ大陸選手権でカナダ代表デビュー。2015年のパンアメリカンゲームでフル代表に招集された。